# Almudena Grandes
Almudena Grandes (Madrid, 1960. május 7. – Madrid, 2021. november 27.) spanyol író.

## Élete
A Madridi Complutense Egyetemen földrajzot és történelmet tanult. Tanulmányai befejeztével írni kezdett, egy ideig mint megbízott „árnyékíró” (közismert írók által megbízva, az ő nevük alatt) is dolgozott. Nevét Lulú korszakai című regénye tette ismertté, amiért megkapta a Függőleges Mosoly díjat.

## Főbb művei
Las edades de Lulú (1989)– Lulú korszakai, lásd a „Magyarul megjelent”-paragrafust
Te llamaré Viernes (1991) – Magányos szereplők szomorú története, akik korlátaikat próbálják legyőzni. Utalás Robinson Crusoe magányára.
Malena es un nombre de tango (1994) – Meg is filmesítették. Egy spanyol nő története, gyermekkorától érett felnőtté válásáig. Taglalja a gyermek Malena viszonyát nagyapjával és Magda nagynénjével, akire felnéz. Ebben a részben fontos szerepet kapnak az érzések és az érzelmek. Az egész mű összefoglalható egy mondatban, amit a pszichiáternő mond Malenának, miután az elmesélte az életét: „Az átok maga a szex. Nincs más, nem is volt és soha nem is lesz.”
Modelos de mujer (1996) – Eddigi egyetlen novella-gyűjteménye. Nyolc rövid történet, melyek azelőtt magazinokban jelentek meg. Mindegyiknek nő a főszereplője, különböző korúak és eltérő körülmények között élnek, de eljön az idő, amikor mindannyian rendkívüli tettekkel szembesülnek. Ezen mű megjelenése után könyvelték el a feminista irodalom képviselőjének.
Atlas de geografía humana (1998) – Stílusának és munkásságának remekműve. Négy kolléganő története, akik egy földrajzi atlasz nyomdájában dolgoznak. A regény alapján elkészült filmet 2007 márciusában mutatták be.
Los aires difíciles (2002) – Két idegen, Juan és Sara, szomszédok lesznek a tengerparton, ahová azért mentek, hogy újrakezdjék az életüket.
Castillos de cartón (2004) – "Kártyavárak", lásd a „Magyarul megjelent”-paragrafust.
El corazón helado (2007) – Két család története a spanyol polgárháborútól (1936–1939) napjainkig.
Las tres bodas de Manolita (2014)

## Magyarul megjelent művei
- Las edades de Lulú – Lulú korszakai (fordította Nagy József, kiadta a Maecenas Könyvkiadó 1994-ben). Erotikus regény, 19 nyelvre fordították le és filmváltozata is elkészült Bigas Luna rendezésében, sokak nem kis felháborodására. Egy 16 éves lány szexuális fejlődése, aki szociális rabszolgává válik. A nemiséget több szempontból vizsgálja, meghökkentő közvetlenséggel.

- Castillos de Cartón – Kártyavárak (fordította Vajdics Anikó, kiadta a Geopen Könyvkiadó 2006-ban).

Egy telefonhívás felébreszti María José emlékeit és ő gondolatban újra Madridban jár a nyolcvanas években, amikor is ellenállhatatlanul vonzotta Marcos, egy félénk és magányos fiú. Hamarosan mindketten felismerik, hogy kapcsolatuk úgy kap értelmet, ha beleavatják Jaime-t is, aki ösztönös és lehengerlő stílusú. Mindhárman szeretik a művészetet, kísérleteznek a szerelemmel, legyőzik félelmeiket és boldogok.. amíg csak egyikük sikeres nem lesz s az élet árnyékos oldalát is megtapasztalják…
- Megdermedt szív; ford. Cserháti Éva; Scolar, Bp., 2013

## Díjai
- 1989 – Függőleges Mosoly-díj (Lulú korszakai)
- 2002 – Salambó-díj, a Los aires difíciles mint az év regénye